# Mijikenda

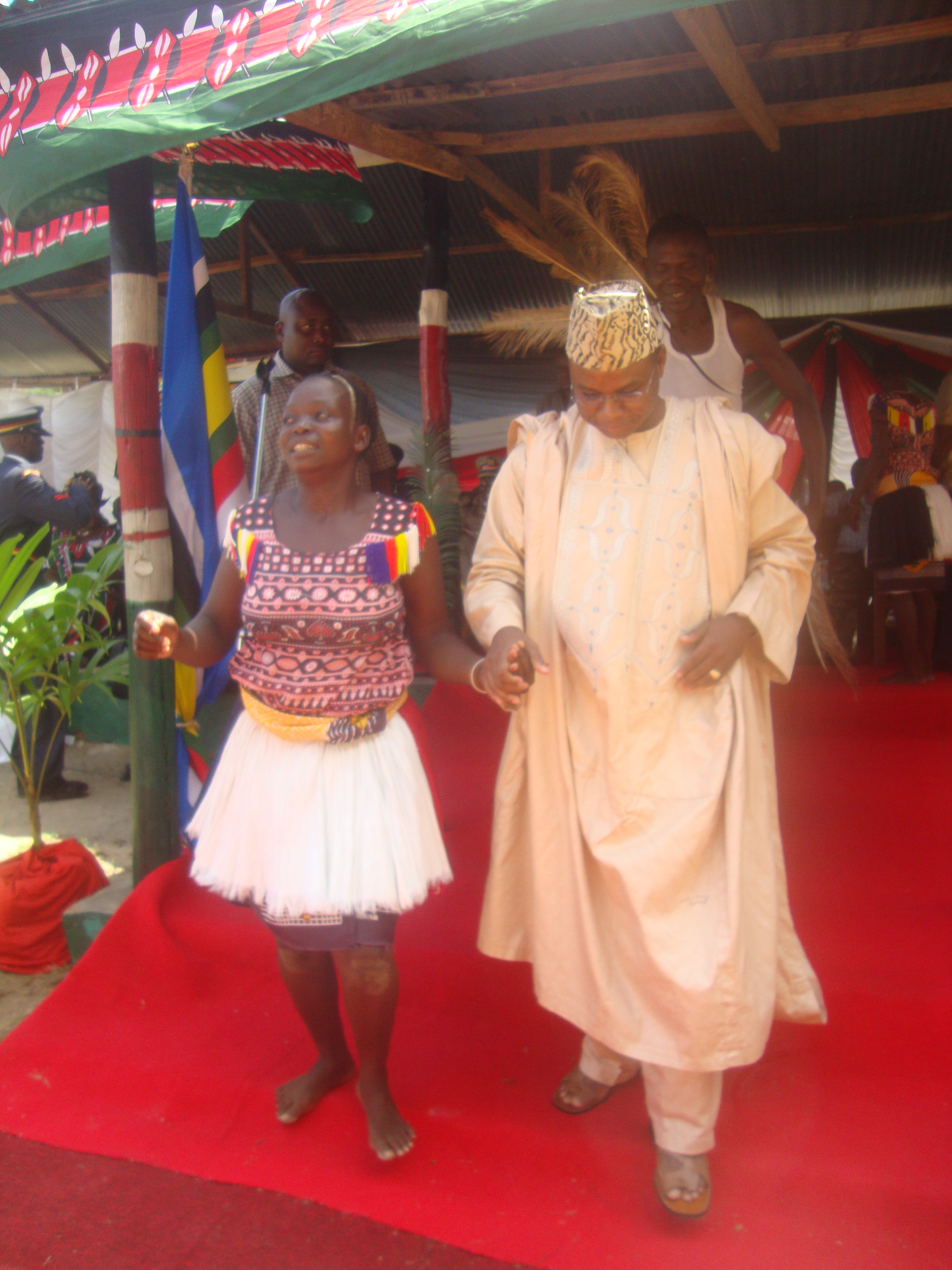
Amason Kingi, ein Giriama und Gouverneur des Kilifi County, in traditioneller Festkleidung. Die Dame trägt den für Mijikenda-Frauen typischen, kurzen, weißen Baumwollrock hando.

Mijikenda (Swahili: „die neun Städte“), auch Miji Kenda, ist eine zusammenfassende Bezeichnung für die bantusprachigen Ethnien Digo, Chonyi, Kambe, Duruma, Kauma, Ribe, Rabai, Jibana und Giriama an der Küste Kenias sowie am nördlichsten Küstenabschnitt Tansanias. Der Begriff wird von diesen neun Gruppen seit etwa 1945 als Eigenbezeichnung verwendet.
Die Swahili-Fremdbezeichnung Nyika oder Wanyika („Leute aus dem Hinterland“ oder „Buschleute“) gilt heute als veraltet und abwertend. In der englischsprachigen Literatur sind Bezeichnungen wie Mijikenda, Nika und Nyika für die Bevölkerungsgruppen dieser Küstenregion zu finden.
Die einzelnen Ethnien ähneln sich kulturell. Sie sprechen verschiedene, einander und dem Swahili ähnelnde Bantusprachen. Sie praktizieren Ackerbau und treiben Handel. Während für die Duruma die Tierhaltung eine wichtige Einnahmequelle darstellt, leben die Dido bevorzugt vom Fischfang. Viele Mijikenda (Nyika) sind Muslime, einige bekennen sich zum Christentum und ein Viertel pflegt seinen traditionellen Glauben.
Die Mijikenda gelangten Ende des 19. Jahrhunderts infolge von Dürre und Hungersnot (1898–1900) aus befestigten Dörfern im Hinterland von Mombasa und Malindi in ihr heutiges Siedlungsgebiet an der Küste. Ihre ursprüngliche Herkunft ist nicht genau bekannt; eigene Mythen legen die Herkunft aus einem Shungwaya genannten Gebiet im heutigen Somalia nahe, dessen historische Existenz jedoch nicht belegt ist.
2008 wurden einige der Kaya-Wälder der Mijikenda mit ihren heiligen Stätten zum Weltkulturerbe erklärt. 
Ein typisches Musikinstrument der Digo, Rabai, Duruma und Giriama ist die Bambusquerflöte chivoti. An der gesamten kenianischen Küste ist bei den Mijikenda die Floßrassel kayamba das wesentliche Perkussionsinstrument zur Tanzbegleitung.
Zu den überlieferten Glaubensvorstellungen der Mijikenda gehört die in der Swahili-Kultur verbreitete Heilungszeremonie Pepo.